# Colchester
Colchester város az Egyesült Királyságban, Délkelet-Angliában, Essex megyében. London központjától kb. 82 km-re ÉK-re fekszik. Lakossága 122 ezer fő volt 2001-ben.
Itt volt az ókori rómaiak első kolóniája Britanniában. Az 1085 körül, római kövek felhasználásával megépített Castle az ország legnagyobb fennmaradt normann vára (lásd: Colchesteri vár).